# Dobra prywatne
Dobra prywatne – każde dobro, które nie jest dobrem publicznym, tzn. które może nie być konsumowane przez wielu konsumentów bez uszczerbku dla któregokolwiek z nich.
Przykładem dobra prywatnego może być np. odzież, żywność.

## Podział dóbr
| Klasyczny podział dóbr       | Klasyczny podział dóbr | Możliwość wyłączenia z konsumpcji                   | Możliwość wyłączenia z konsumpcji                        |
| Klasyczny podział dóbr       | Klasyczny podział dóbr | TAK                                                 | NIE                                                      |
| ---------------------------- | ---------------------- | --------------------------------------------------- | -------------------------------------------------------- |
| Konkurencyjność w konsumpcji | TAK                    | dobra prywatne: żywność, ubrania, komputery         | wspólne zasoby: środowisko naturalne                     |
| Konkurencyjność w konsumpcji | NIE                    | dobra klubowe: szkoły prywatne, teatry, kina, kluby | dobra publiczne: obrona narodowa, policja, straż pożarna |